# Estrategos
Estrategos (en griego: στρατηγός, romanizado: stratēgós, lit. 'Estratega') fue el nombre del caballo favorito del general cartaginés Aníbal. Era un animal de gran alzada y musculoso, de pelo negro y muy veloz. Aunque algo inquieto, era muy obediente cuando Aníbal lo montaba y fácil de dirigir, incluso cuando el noble cartaginés no usaba bridas.
El nombre griego de Strategos se debe a su origen, pues fue traído expresamente de Tesalia por Aníbal. Con ello, el cartaginés pretendía tener un caballo equiparable al Bucéfalo de Alejandro Magno, que había nacido en la misma región. Estrategos llevó a Aníbal sobre su lomo durante todas sus campañas militares, incluido el peligroso paso de los Alpes y la invasión de Italia.